# Parcent
Parcent è un comune spagnolo situato nella comunità autonoma Valenciana.